# Псилоксилон
Псилоксилон (лат. Psiloxylon) — род цветковых растений в составе семейства Миртовые (Myrtaceae). Единственный представитель рода — вид Псилоксилон маврикийский (Psiloxylon mauritianum Baill.) — является эндемиком Маскаренских островов.
Псилоксилон маврикийский — вечнозелёное дерево, богатое эфирными маслами.